# North Wilkesboro (Karolina Północna)
North Wilkesboro – miasto w Stanach Zjednoczonych, w stanie Karolina Północna, w hrabstwie Wilkes.